# Benoît Van Eeghem
Benoît Van Eeghem (Brugge, 15 februari 1875 - 22 december 1956) was een Belgisch kunstschilder, hofbouwkundige, bloemist, gemeenteraadslid en provincieraadslid.

## Levensloop
Van Eeghem was een zoon van Eduard Van Eeghem (° Ruddervoorde, 1846) en Marie Bailliu (° Brugge, 1851). Hij trouwde met Flavie Steenlant (1884-1925) en in tweede huwelijk met Marguerite Gobbrecht (1899-1979).
Hij volgde lessen aan de Academie voor Schone Kunsten Brugge, voornamelijk bij Edmond Van Hove. Hij had er als studiemakkers onder meer Albert Goethals, Constant Permeke, Maurice Van Middel, Achiel Van Sassenbrouck, Leo Mechelaere, Octaaf Rotsaert en Karel Laloo. 
Zijn leven lang beoefende hij de schilderkunst, hoofdzakelijk door het schilderen van bloemstukken, en ook stadsgezichten en landschappen. 
Beroepshalve werd Van Eeghem tuinbouwer. In 1899 ging hij in de leer bij de tuinbouwer Beernaert en in 1904 stichtte hij zijn eigen bedrijf in de Groenestraat. 
Daarnaast werd hij actief in de Belgische Werkliedenpartij. Hij was gedurende het hele interbellum socialistisch gemeenteraadslid in Brugge en provincieraadslid. Ook na de Tweede Wereldoorlog en tot aan zijn dood bleef hij provincieraadslid. Van mei 1945 tot februari 1946 was hij lid van de bestendige deputatie.